# Ticiano (homem devotíssimo)
Ticiano (em latim: Titianus) foi um oficial romano do século IV, ativo durante o reinado de Teodósio I (r. 378–395). Segundo Quinto Aurélio Símaco, era um homem devotíssimo que foi recomendado por Hilário a Símaco e então por Símaco ao prefeito pretoriano da Itália Vírio Nicômaco Flaviano (390–392); esse episódio provavelmente aconteceu em 390. Segundo os autores da PIRT, o título "homem devotíssimo" foi utilizado com frequência do final do século IV em diante por alguns paladinos, especialmente protetores e agente nos assuntos.